# Ballstedt
Ballstedt – miejscowość i gmina w Niemczech, w kraju związkowym Turyngia, w powiecie Weimarer Land. Do 31 grudnia 2018 wchodziła w skład wspólnoty administracyjnej Nordkreis Weimar. Do 30 grudnia 2013 wchodziła w skład wspólnoty administracyjnej Berlstedt. Od 1 stycznia 2019 niektóre zadania administracyjne gminy realizowane są przez gminę Am Ettersberg, które pełni rolę „gminy realizującej” (niem. „erfüllende Gemeinde”).